# Celldömölk
Celldömölk (en alemán: Kleinmariazell) es la quinta ciudad más grande del condado de Vas, Hungría. La ciudad tiene aproximadamente 10 000 habitantes y se encuentra en el centro de las colinas de Kemenesalja.  Aquí se filmaron partes de la película Eragon.

## Historia
Celldömölk tiene una historia de más de 750 años. En el límite occidental de la ciudad se encuentran los restos de la antigua abadía, que fue construida en el siglo XII en estilo románico.
Antes de la Segunda Guerra Mundial existía una gran comunidad judía. La mayoría de los judíos de la comunidad fueron deportados por el Nyilaskeresztes Párt húngaro como parte de la limpieza húngara durante el Holocausto.
El 7 de octubre de 1944, el 2º Grupo de Bombardeo, buscando un objetivo al que atacar, bombardeó el cruce ferroviario situado en la ciudad. Los B-17 regresaban del bombardeo principal en la planta de mezcla de petróleo Shell de Wien-Lobau, que estaba parcialmente oculta.

## Monumentos
La Iglesia Católica Romana de la Virgen María se construyó entre 1747 y 1748, mientras que el Vía Crucis se construyó en 1755, con un pequeño espacio que contiene un santuario de la Virgen María, obra de Koptik Odó. El abad construyó una capilla independiente para la "Csodatévő Kegyszobra", así como un tesoro sobre la sacristía.
La biblioteca se fundó el 8 de febrero de 1953. Recopila materiales sobre la región de Celldömölk y Kemenesalja. En 1972 se reubicó la biblioteca en un nuevo edificio. En 1993, adoptó el nombre de Ferenc Kresznerics (1766-1832), un famoso lingüista, erudito y párroco. Actualmente, la biblioteca cuenta con aproximadamente 56 000 documentos. Se hizo famosa en toda Hungría, al recibir el título de "Biblioteca del año 2001". El edificio mencionado fue reconstruido, renovado y redecorado, y el nuevo edificio se inauguró el 19 de agosto de 2007.

### Monte Ság
- Monte Ság : Un volcán de basalto de 5 millones de años y 279 metros de altura. La mayor parte del entorno es una zona ambiental protegida. Además de los senderos ornitológicos y geológicos, la colección del Museo del Monte Ság ayuda a los visitantes a conocer los singulares valores ambientales, históricos y culturales de la región.
- La Cruz del Recuerdo de Trianón, construida con donaciones de la población local, se erigió en la cima del monte Ság en 1934 para conmemorar el Tratado de Paz de Trianón de 1920. Lóránd Eötvös realizó estudios geodésicos en esta zona con el péndulo que lleva su nombre. Se erigió una estatua conmemorativa para recordar la importancia de su contribución científica.

## Ciudades hermanadas
Celldömölk está hermanada con: 
- Mukachevo, Ukraine
- Neudau, Austria
- Pagnacco, Italy
- Sângeorgiu de Pădure, Romania
- Serramazzoni, Italy

## Personas notables
- Kati Piri (nacida en 1979), política holandesa
- Miklós Gaál (nacido en 1981), futbolista
- Gábor Császár (nacido en 1984), jugador de balonmano